# Hans Henning von Grote
Hans Henning Alfred August Freiherr von Grote (* 7. September 1896 in Charlottenburg; † 18. Mai 1946 in Braunschweig) war ein deutscher Offizier und Schriftsteller.

## Leben
Nach dem Schulbesuch trat Grote als Offizier in die Preußische Armee ein und nahm mit dem 2. Lothringischen Feldartillerie-Regiment Nr. 34 am Ersten Weltkrieg teil. Bei Kriegsende war er Major und schied dann aus dem aktiven Dienst aus. In den 1920er Jahren engagierte Grote sich im Stahlhelm.
In den 1930er und in der ersten Hälfte der 1940er Jahre trat Grote mit zahlreichen Buchveröffentlichungen an die Öffentlichkeit. Die meisten seiner Werke behandeln militärhistorische Themen wie die Befreiungskriege und vor allem den Ersten Weltkrieg und die Nachkriegszeit. Neben Überblickswerken, die beispielsweise versuchen, Entwicklungsgänge „von Hermann dem Cherusker bis zu Hindenburg“ nachzuzeichnen, veröffentlichte Grote insbesondere spezialisierte Studien und biographische Schriften. Objekt seiner Biografien sind vor allem Persönlichkeiten der preußisch-deutschen Militärgeschichte, wie Hans von Seeckt und August von Mackensen, aber auch NS-Politiker wie Konstantin Hierl.
In den von Grote veröffentlichten Monographien und Sammelbänden werden eng umschriebene Bereiche genauer beschrieben. So befasst sich der Sammelband Vorsicht! Feind hört mit! von 1930 z.B, mit der Kriegsspionage im Ersten Weltkrieg. Darüber hinaus produzierte Grote einige Romane und autobiographische Berichte seiner eigenen Kriegserlebnisse. In ihrer ideologischen Tendenz und im Sprachstil sind die Werke Grotes durchweg von einem ausgeprägten Nationalismus und Militarismus einerseits sowie von Antiparlamentarismus und Demokratiefeindlichkeit andererseits geprägt. Kurt Tucholsky charakterisierte den erwähnten Sammelband zur Weltkriegsspionage beispielsweise als „ein Dokument vaterländischer Raserei, ein Leckerbissen für jeden Psychiater, der kein Patriot ist.“
Im weiteren Verlauf der 1930er Jahre steuerte Grote auch Hörspiele für das Radio bei, so z. B. die vom Reichssender Berlin ausgestrahlte Hörfolge „Infanterie - Avancieren!“.
Am 1. Januar 1938 wurde Grote als Ergänzungsoffizier in das Heer reaktiviert und dem Wehrbezirkskommando Göttingen zugeteilt. Ende 1939 verwendete man ihn als Presseoffizier im Stab des Generalkommandos der Wehrmacht.
Nach dem Ende des Zweiten Weltkrieges hat Grote als Schriftsteller nur noch wenig Beachtung gefunden. Armin Mohler stufte ihn bereits 1950 als nachrangigen Autor der Konservativen Revolution ein; ansonsten sind politische oder literaturwissenschaftliche Auseinandersetzungen mit seinem Werk, die über periphere Erwähnungen hinausgehen, in Westdeutschland kaum festzustellen.

## Schriften
- Heilige Saat. Eine Dichtung von 1806/07, Schlingloff, Essen 1924
- Die Höhle von Beauregard. Erlebnis der Westfront 1917, Brunnen-Verlag K. Winckler, Berlin 1930.
- Was sollen wir mit dem Jungen? Ein Kriegsbuch von 1914 für die deutsche Jugend, Brunnen-Verlag K. Winckler, Berlin 1930.
- Vorsicht! Feind hört mit! Eine Geschichte der Weltkriegs- und Nachkriegsspionage, Berlin 1930.
- Der Hauptmann, 1932.
- Der Marsch auf Berlin, 1932. (mit Fritz Carl Roegels und Curt Hotzel)
- 2000 Jahre Deutsches Reich. Von Hermann dem Cherusker bis Hindenburg, Berlin 1932.
- Das Schicksalsbuch des deutschen Volkes. Von Hermann dem Cherusker bis Adolf Hitler, 1933.
- Konstantin Hierl, Berlin: Brunnen-Verlag Willi Bischof 1934. (mit Herbert Erb)
- Im Hexenkessel der Granaten, 1934.
- Albert Leo Schlageter. Der deutschen Jugend Vorbild und Losungruf deutscher Freiheit, Köln 1934.
- Deutschlands Erwachen. Das Buch vom Niedergang und Aufstieg des deutschen Volkes 1918–1933, Essen 1934. (zusammen mit Arnold Schley)
- Führer voraus …!, 1934. (Roman)
- Der Stahlhelm muss sein. Vom Frontsoldaten zum Volkskriegertum, 1934.
- Stein. Ein Drama, 1934.
- Ein Ruf erging. Der Roman Albert Leo Schlageter, 1935.
- Der Tolle Herzog, 1935. (Roman)
- Flammende Jahre, 1936. (Roman)
- Somme. Das Heldenlied des Weltkrieges, Hamburg 1937.
- Seeckt. Der wunderbare Weg eines Heeres, Stuttgart 1938.
- Drei Mann in einem Trichter Mit Zeichnungen von Karl Mühlmeister, Bertelsmann, Gütersloh 1939.[4]
- Der Verräter. Aus meinem feldgrauen Tagebuch, Berlin 1939.
- Konstantin Hierl. Der Mann und sein Werk, München 1939.
- Der Husarenfeldmarschall. Leben und Schicksal Augusts von Mackensen, 1941.
- Langemarck, 1942.
- Unvergleichliche deutsche Infanterie. Schicksal einer Waffe, 1942.
- Heimlicher Kaiser des Reiches. Karl Freiherr vom und zum Stein, München : Zinnen-Verl. 1943.